# Naglaa al-Ahwani
Naglaa al-Ahwani est une femme politique égyptienne, ancienne ministre de la Coopération internationale.

## Influence
En 2015, Naglaa al-Ahwani est 2e dans le classement des femmes arabes membres de gouvernement les plus puissantes, selon le magazine Forbes (édition du Moyen Orient).